# Il viaggio
Il viaggio is een Italiaanse dramafilm uit 1974 onder regie van Vittorio De Sica.

## Verhaal
De Siciliaanse graaf Cesare Braggi volgt de testamentaire wens van zijn vader om voor zijn jongere broer Antonio de hand te vragen van Adriana de Mauro op wie hij zelf verliefd is. Ook wanneer Adriana douairière wordt, wil de traditie dat ze alleen blijft.

## Rolverdeling
| Acteur               | Personage          |
| -------------------- | ------------------ |
| Sophia Loren         | Adriana de Mauro   |
| Richard Burton       | Cesare Braggi      |
| Ian Bannen           | Antonio Braggi     |
| Barbara Pilavin      | Moeder van Adriana |
| Renato Pinciroli     | Dr. Mascione       |
| Daniele Vargas       | Don Liborio        |
| Sergio Bruni         | Armando Gill       |
| Ettore Geri          | Rinaldo            |
| Olga Romanelli       | Clementina         |
| Isabelle Marchall    | Bloemiste          |
| Riccardo Mangano     | Dr. Carlini        |
| Annabella Incontrera | Simona             |